# Posizione di Saavedra
|   | a                                                                            | b                                                                            | c                                                                            | d                                                                            | e                                                                            | f                                                                            | g                                                                            | h                                                                            |   |
| 8 | b6 re del bianco · c6 pedone del bianco · d5 torre del nero · a1 re del nero | b6 re del bianco · c6 pedone del bianco · d5 torre del nero · a1 re del nero | b6 re del bianco · c6 pedone del bianco · d5 torre del nero · a1 re del nero | b6 re del bianco · c6 pedone del bianco · d5 torre del nero · a1 re del nero | b6 re del bianco · c6 pedone del bianco · d5 torre del nero · a1 re del nero | b6 re del bianco · c6 pedone del bianco · d5 torre del nero · a1 re del nero | b6 re del bianco · c6 pedone del bianco · d5 torre del nero · a1 re del nero | b6 re del bianco · c6 pedone del bianco · d5 torre del nero · a1 re del nero | 8 |
| 7 | b6 re del bianco · c6 pedone del bianco · d5 torre del nero · a1 re del nero | b6 re del bianco · c6 pedone del bianco · d5 torre del nero · a1 re del nero | b6 re del bianco · c6 pedone del bianco · d5 torre del nero · a1 re del nero | b6 re del bianco · c6 pedone del bianco · d5 torre del nero · a1 re del nero | b6 re del bianco · c6 pedone del bianco · d5 torre del nero · a1 re del nero | b6 re del bianco · c6 pedone del bianco · d5 torre del nero · a1 re del nero | b6 re del bianco · c6 pedone del bianco · d5 torre del nero · a1 re del nero | b6 re del bianco · c6 pedone del bianco · d5 torre del nero · a1 re del nero | 7 |
| 6 | b6 re del bianco · c6 pedone del bianco · d5 torre del nero · a1 re del nero | b6 re del bianco · c6 pedone del bianco · d5 torre del nero · a1 re del nero | b6 re del bianco · c6 pedone del bianco · d5 torre del nero · a1 re del nero | b6 re del bianco · c6 pedone del bianco · d5 torre del nero · a1 re del nero | b6 re del bianco · c6 pedone del bianco · d5 torre del nero · a1 re del nero | b6 re del bianco · c6 pedone del bianco · d5 torre del nero · a1 re del nero | b6 re del bianco · c6 pedone del bianco · d5 torre del nero · a1 re del nero | b6 re del bianco · c6 pedone del bianco · d5 torre del nero · a1 re del nero | 6 |
| 5 | b6 re del bianco · c6 pedone del bianco · d5 torre del nero · a1 re del nero | b6 re del bianco · c6 pedone del bianco · d5 torre del nero · a1 re del nero | b6 re del bianco · c6 pedone del bianco · d5 torre del nero · a1 re del nero | b6 re del bianco · c6 pedone del bianco · d5 torre del nero · a1 re del nero | b6 re del bianco · c6 pedone del bianco · d5 torre del nero · a1 re del nero | b6 re del bianco · c6 pedone del bianco · d5 torre del nero · a1 re del nero | b6 re del bianco · c6 pedone del bianco · d5 torre del nero · a1 re del nero | b6 re del bianco · c6 pedone del bianco · d5 torre del nero · a1 re del nero | 5 |
| 4 | b6 re del bianco · c6 pedone del bianco · d5 torre del nero · a1 re del nero | b6 re del bianco · c6 pedone del bianco · d5 torre del nero · a1 re del nero | b6 re del bianco · c6 pedone del bianco · d5 torre del nero · a1 re del nero | b6 re del bianco · c6 pedone del bianco · d5 torre del nero · a1 re del nero | b6 re del bianco · c6 pedone del bianco · d5 torre del nero · a1 re del nero | b6 re del bianco · c6 pedone del bianco · d5 torre del nero · a1 re del nero | b6 re del bianco · c6 pedone del bianco · d5 torre del nero · a1 re del nero | b6 re del bianco · c6 pedone del bianco · d5 torre del nero · a1 re del nero | 4 |
| 3 | b6 re del bianco · c6 pedone del bianco · d5 torre del nero · a1 re del nero | b6 re del bianco · c6 pedone del bianco · d5 torre del nero · a1 re del nero | b6 re del bianco · c6 pedone del bianco · d5 torre del nero · a1 re del nero | b6 re del bianco · c6 pedone del bianco · d5 torre del nero · a1 re del nero | b6 re del bianco · c6 pedone del bianco · d5 torre del nero · a1 re del nero | b6 re del bianco · c6 pedone del bianco · d5 torre del nero · a1 re del nero | b6 re del bianco · c6 pedone del bianco · d5 torre del nero · a1 re del nero | b6 re del bianco · c6 pedone del bianco · d5 torre del nero · a1 re del nero | 3 |
| 2 | b6 re del bianco · c6 pedone del bianco · d5 torre del nero · a1 re del nero | b6 re del bianco · c6 pedone del bianco · d5 torre del nero · a1 re del nero | b6 re del bianco · c6 pedone del bianco · d5 torre del nero · a1 re del nero | b6 re del bianco · c6 pedone del bianco · d5 torre del nero · a1 re del nero | b6 re del bianco · c6 pedone del bianco · d5 torre del nero · a1 re del nero | b6 re del bianco · c6 pedone del bianco · d5 torre del nero · a1 re del nero | b6 re del bianco · c6 pedone del bianco · d5 torre del nero · a1 re del nero | b6 re del bianco · c6 pedone del bianco · d5 torre del nero · a1 re del nero | 2 |
| 1 | b6 re del bianco · c6 pedone del bianco · d5 torre del nero · a1 re del nero | b6 re del bianco · c6 pedone del bianco · d5 torre del nero · a1 re del nero | b6 re del bianco · c6 pedone del bianco · d5 torre del nero · a1 re del nero | b6 re del bianco · c6 pedone del bianco · d5 torre del nero · a1 re del nero | b6 re del bianco · c6 pedone del bianco · d5 torre del nero · a1 re del nero | b6 re del bianco · c6 pedone del bianco · d5 torre del nero · a1 re del nero | b6 re del bianco · c6 pedone del bianco · d5 torre del nero · a1 re del nero | b6 re del bianco · c6 pedone del bianco · d5 torre del nero · a1 re del nero | 1 |
|   | a                                                                            | b                                                                            | c                                                                            | d                                                                            | e                                                                            | f                                                                            | g                                                                            | h                                                                            |   |

La posizione di Saavedra è uno dei più conosciuti studi di finali di scacchi. Prende il nome dal padre passionista spagnolo Fernando Saavedra, il quale, mentre risiedeva a Glasgow nel tardo Ottocento, intravide una sequenza di mosse vincente in una posizione che era stata precedentemente considerata patta.
La posizione, come viene solitamente data oggi, con il Bianco che muove e vince, è illustrata nel diagramma. La soluzione è la seguente:
1. c7 Td6+ 2. Rb5
se 2. Rc5? Td1 quindi 3...Tc1!
2...Td5+ 3. Rb4 Td4+ 4. Rb3 Td3+ 5. Rc2! Td4! 6. c8T!
minacciando 7. Ta8# (invece, se il pedone viene promosso a donna anziché a torre, si ha: 6. c8D? Tc4+! 7. Dxc4 ed è stallo).
6...Ta4 7. Rb3, e il Nero deve o perdere la torre o subire scaccomatto da: 8. Tc1.
Questo è uno dei più famosi esempi di sottopromozione negli scacchi e, al contempo, un raro caso di giocatore reso famoso da un singolo studio.

## Storia
Questo studio ha una storia lunga e complicata, ricostruita principalmente da Jon Selman, un problemista olandese, e ripresa poi da vari autori, fra cui, per la bibliografia italiana, Paolo Bagnoli.
Le origini di questo studio risalgono a una partita disputatasi nel 1875 a Londra fra il dilettante Richard Henry Falkland Fenton e il maestro William Potter, che giocava con handicap. La partita faceva parte di un match organizzato presso il City of London Chess Club, che fu vinto da Potter (5 vittorie, 4 patte, 0 sconfitte).
|   | a | b | c | d | e | f | g | h |   |
| 8 | h8 torre del bianco · b6 pedone del bianco · d6 re del bianco · a5 pedone del bianco · b5 torre del nero · g4 re del nero · h3 pedone del nero | h8 torre del bianco · b6 pedone del bianco · d6 re del bianco · a5 pedone del bianco · b5 torre del nero · g4 re del nero · h3 pedone del nero | h8 torre del bianco · b6 pedone del bianco · d6 re del bianco · a5 pedone del bianco · b5 torre del nero · g4 re del nero · h3 pedone del nero | h8 torre del bianco · b6 pedone del bianco · d6 re del bianco · a5 pedone del bianco · b5 torre del nero · g4 re del nero · h3 pedone del nero | h8 torre del bianco · b6 pedone del bianco · d6 re del bianco · a5 pedone del bianco · b5 torre del nero · g4 re del nero · h3 pedone del nero | h8 torre del bianco · b6 pedone del bianco · d6 re del bianco · a5 pedone del bianco · b5 torre del nero · g4 re del nero · h3 pedone del nero | h8 torre del bianco · b6 pedone del bianco · d6 re del bianco · a5 pedone del bianco · b5 torre del nero · g4 re del nero · h3 pedone del nero | h8 torre del bianco · b6 pedone del bianco · d6 re del bianco · a5 pedone del bianco · b5 torre del nero · g4 re del nero · h3 pedone del nero | 8 |
| 7 | h8 torre del bianco · b6 pedone del bianco · d6 re del bianco · a5 pedone del bianco · b5 torre del nero · g4 re del nero · h3 pedone del nero | h8 torre del bianco · b6 pedone del bianco · d6 re del bianco · a5 pedone del bianco · b5 torre del nero · g4 re del nero · h3 pedone del nero | h8 torre del bianco · b6 pedone del bianco · d6 re del bianco · a5 pedone del bianco · b5 torre del nero · g4 re del nero · h3 pedone del nero | h8 torre del bianco · b6 pedone del bianco · d6 re del bianco · a5 pedone del bianco · b5 torre del nero · g4 re del nero · h3 pedone del nero | h8 torre del bianco · b6 pedone del bianco · d6 re del bianco · a5 pedone del bianco · b5 torre del nero · g4 re del nero · h3 pedone del nero | h8 torre del bianco · b6 pedone del bianco · d6 re del bianco · a5 pedone del bianco · b5 torre del nero · g4 re del nero · h3 pedone del nero | h8 torre del bianco · b6 pedone del bianco · d6 re del bianco · a5 pedone del bianco · b5 torre del nero · g4 re del nero · h3 pedone del nero | h8 torre del bianco · b6 pedone del bianco · d6 re del bianco · a5 pedone del bianco · b5 torre del nero · g4 re del nero · h3 pedone del nero | 7 |
| 6 | h8 torre del bianco · b6 pedone del bianco · d6 re del bianco · a5 pedone del bianco · b5 torre del nero · g4 re del nero · h3 pedone del nero | h8 torre del bianco · b6 pedone del bianco · d6 re del bianco · a5 pedone del bianco · b5 torre del nero · g4 re del nero · h3 pedone del nero | h8 torre del bianco · b6 pedone del bianco · d6 re del bianco · a5 pedone del bianco · b5 torre del nero · g4 re del nero · h3 pedone del nero | h8 torre del bianco · b6 pedone del bianco · d6 re del bianco · a5 pedone del bianco · b5 torre del nero · g4 re del nero · h3 pedone del nero | h8 torre del bianco · b6 pedone del bianco · d6 re del bianco · a5 pedone del bianco · b5 torre del nero · g4 re del nero · h3 pedone del nero | h8 torre del bianco · b6 pedone del bianco · d6 re del bianco · a5 pedone del bianco · b5 torre del nero · g4 re del nero · h3 pedone del nero | h8 torre del bianco · b6 pedone del bianco · d6 re del bianco · a5 pedone del bianco · b5 torre del nero · g4 re del nero · h3 pedone del nero | h8 torre del bianco · b6 pedone del bianco · d6 re del bianco · a5 pedone del bianco · b5 torre del nero · g4 re del nero · h3 pedone del nero | 6 |
| 5 | h8 torre del bianco · b6 pedone del bianco · d6 re del bianco · a5 pedone del bianco · b5 torre del nero · g4 re del nero · h3 pedone del nero | h8 torre del bianco · b6 pedone del bianco · d6 re del bianco · a5 pedone del bianco · b5 torre del nero · g4 re del nero · h3 pedone del nero | h8 torre del bianco · b6 pedone del bianco · d6 re del bianco · a5 pedone del bianco · b5 torre del nero · g4 re del nero · h3 pedone del nero | h8 torre del bianco · b6 pedone del bianco · d6 re del bianco · a5 pedone del bianco · b5 torre del nero · g4 re del nero · h3 pedone del nero | h8 torre del bianco · b6 pedone del bianco · d6 re del bianco · a5 pedone del bianco · b5 torre del nero · g4 re del nero · h3 pedone del nero | h8 torre del bianco · b6 pedone del bianco · d6 re del bianco · a5 pedone del bianco · b5 torre del nero · g4 re del nero · h3 pedone del nero | h8 torre del bianco · b6 pedone del bianco · d6 re del bianco · a5 pedone del bianco · b5 torre del nero · g4 re del nero · h3 pedone del nero | h8 torre del bianco · b6 pedone del bianco · d6 re del bianco · a5 pedone del bianco · b5 torre del nero · g4 re del nero · h3 pedone del nero | 5 |
| 4 | h8 torre del bianco · b6 pedone del bianco · d6 re del bianco · a5 pedone del bianco · b5 torre del nero · g4 re del nero · h3 pedone del nero | h8 torre del bianco · b6 pedone del bianco · d6 re del bianco · a5 pedone del bianco · b5 torre del nero · g4 re del nero · h3 pedone del nero | h8 torre del bianco · b6 pedone del bianco · d6 re del bianco · a5 pedone del bianco · b5 torre del nero · g4 re del nero · h3 pedone del nero | h8 torre del bianco · b6 pedone del bianco · d6 re del bianco · a5 pedone del bianco · b5 torre del nero · g4 re del nero · h3 pedone del nero | h8 torre del bianco · b6 pedone del bianco · d6 re del bianco · a5 pedone del bianco · b5 torre del nero · g4 re del nero · h3 pedone del nero | h8 torre del bianco · b6 pedone del bianco · d6 re del bianco · a5 pedone del bianco · b5 torre del nero · g4 re del nero · h3 pedone del nero | h8 torre del bianco · b6 pedone del bianco · d6 re del bianco · a5 pedone del bianco · b5 torre del nero · g4 re del nero · h3 pedone del nero | h8 torre del bianco · b6 pedone del bianco · d6 re del bianco · a5 pedone del bianco · b5 torre del nero · g4 re del nero · h3 pedone del nero | 4 |
| 3 | h8 torre del bianco · b6 pedone del bianco · d6 re del bianco · a5 pedone del bianco · b5 torre del nero · g4 re del nero · h3 pedone del nero | h8 torre del bianco · b6 pedone del bianco · d6 re del bianco · a5 pedone del bianco · b5 torre del nero · g4 re del nero · h3 pedone del nero | h8 torre del bianco · b6 pedone del bianco · d6 re del bianco · a5 pedone del bianco · b5 torre del nero · g4 re del nero · h3 pedone del nero | h8 torre del bianco · b6 pedone del bianco · d6 re del bianco · a5 pedone del bianco · b5 torre del nero · g4 re del nero · h3 pedone del nero | h8 torre del bianco · b6 pedone del bianco · d6 re del bianco · a5 pedone del bianco · b5 torre del nero · g4 re del nero · h3 pedone del nero | h8 torre del bianco · b6 pedone del bianco · d6 re del bianco · a5 pedone del bianco · b5 torre del nero · g4 re del nero · h3 pedone del nero | h8 torre del bianco · b6 pedone del bianco · d6 re del bianco · a5 pedone del bianco · b5 torre del nero · g4 re del nero · h3 pedone del nero | h8 torre del bianco · b6 pedone del bianco · d6 re del bianco · a5 pedone del bianco · b5 torre del nero · g4 re del nero · h3 pedone del nero | 3 |
| 2 | h8 torre del bianco · b6 pedone del bianco · d6 re del bianco · a5 pedone del bianco · b5 torre del nero · g4 re del nero · h3 pedone del nero | h8 torre del bianco · b6 pedone del bianco · d6 re del bianco · a5 pedone del bianco · b5 torre del nero · g4 re del nero · h3 pedone del nero | h8 torre del bianco · b6 pedone del bianco · d6 re del bianco · a5 pedone del bianco · b5 torre del nero · g4 re del nero · h3 pedone del nero | h8 torre del bianco · b6 pedone del bianco · d6 re del bianco · a5 pedone del bianco · b5 torre del nero · g4 re del nero · h3 pedone del nero | h8 torre del bianco · b6 pedone del bianco · d6 re del bianco · a5 pedone del bianco · b5 torre del nero · g4 re del nero · h3 pedone del nero | h8 torre del bianco · b6 pedone del bianco · d6 re del bianco · a5 pedone del bianco · b5 torre del nero · g4 re del nero · h3 pedone del nero | h8 torre del bianco · b6 pedone del bianco · d6 re del bianco · a5 pedone del bianco · b5 torre del nero · g4 re del nero · h3 pedone del nero | h8 torre del bianco · b6 pedone del bianco · d6 re del bianco · a5 pedone del bianco · b5 torre del nero · g4 re del nero · h3 pedone del nero | 2 |
| 1 | h8 torre del bianco · b6 pedone del bianco · d6 re del bianco · a5 pedone del bianco · b5 torre del nero · g4 re del nero · h3 pedone del nero | h8 torre del bianco · b6 pedone del bianco · d6 re del bianco · a5 pedone del bianco · b5 torre del nero · g4 re del nero · h3 pedone del nero | h8 torre del bianco · b6 pedone del bianco · d6 re del bianco · a5 pedone del bianco · b5 torre del nero · g4 re del nero · h3 pedone del nero | h8 torre del bianco · b6 pedone del bianco · d6 re del bianco · a5 pedone del bianco · b5 torre del nero · g4 re del nero · h3 pedone del nero | h8 torre del bianco · b6 pedone del bianco · d6 re del bianco · a5 pedone del bianco · b5 torre del nero · g4 re del nero · h3 pedone del nero | h8 torre del bianco · b6 pedone del bianco · d6 re del bianco · a5 pedone del bianco · b5 torre del nero · g4 re del nero · h3 pedone del nero | h8 torre del bianco · b6 pedone del bianco · d6 re del bianco · a5 pedone del bianco · b5 torre del nero · g4 re del nero · h3 pedone del nero | h8 torre del bianco · b6 pedone del bianco · d6 re del bianco · a5 pedone del bianco · b5 torre del nero · g4 re del nero · h3 pedone del nero | 1 |
|   | a | b | c | d | e | f | g | h |   |

Nella quarta partita del match, dopo 53 mosse (posizione riportata nel diagramma), Fenton decise di sacrificare la torre e giocò:
54. Txh3 Rxh3 55. Rc6 Txa5 56 b7
e qui Potter offrì la patta, che fu accettata da Fenton.
Johannes Zukertort, che teneva una rubrica sulla rivista The City of London Chess Magazine, pubblicò un articolo in cui evidenziava il modo in cui il Bianco avrebbe potuto vincere: 56...Ta6+ 57. Rc5 (non va 4. Rb5 per 4...Ta1 e il Bianco non può promuovere per via di 5...Tb1+) 57...Ta5+ 58. Rc4 Ta4+ 59. Rc3 Ta3+ 60. Rb2 e il Bianco può ora promuovere a donna, entrando in un finale (re e donna contro re e torre) teoricamente vinto.
L'analisi di questo finale fu ripresa vent'anni dopo, in occasione di una commemorazione per la morte di Potter, avvenuta il 13 marzo 1895. Per ricordare lo scacchista scomparso, G. E. Barbier - insegnante di francese all'Ateneo di Glasgow, che all'epoca del match contro Fenton risiedeva a Londra ma che poi si era trasferito in Scozia, dove era anche diventato campione locale di scacchi - memore del finale analizzato da Zuckertort, decise di pubblicare, il 27 aprile dello stesso anno, la posizione, sotto forma di studio, nella rubrica scacchistica che curava sul Weekly Citizen di Glasgow.
|   | a                                                                            | b                                                                            | c                                                                            | d                                                                            | e                                                                            | f                                                                            | g                                                                            | h                                                                            |   |
| 8 | c7 pedone del bianco · b6 re del bianco · h6 re del nero · d5 torre del nero | c7 pedone del bianco · b6 re del bianco · h6 re del nero · d5 torre del nero | c7 pedone del bianco · b6 re del bianco · h6 re del nero · d5 torre del nero | c7 pedone del bianco · b6 re del bianco · h6 re del nero · d5 torre del nero | c7 pedone del bianco · b6 re del bianco · h6 re del nero · d5 torre del nero | c7 pedone del bianco · b6 re del bianco · h6 re del nero · d5 torre del nero | c7 pedone del bianco · b6 re del bianco · h6 re del nero · d5 torre del nero | c7 pedone del bianco · b6 re del bianco · h6 re del nero · d5 torre del nero | 8 |
| 7 | c7 pedone del bianco · b6 re del bianco · h6 re del nero · d5 torre del nero | c7 pedone del bianco · b6 re del bianco · h6 re del nero · d5 torre del nero | c7 pedone del bianco · b6 re del bianco · h6 re del nero · d5 torre del nero | c7 pedone del bianco · b6 re del bianco · h6 re del nero · d5 torre del nero | c7 pedone del bianco · b6 re del bianco · h6 re del nero · d5 torre del nero | c7 pedone del bianco · b6 re del bianco · h6 re del nero · d5 torre del nero | c7 pedone del bianco · b6 re del bianco · h6 re del nero · d5 torre del nero | c7 pedone del bianco · b6 re del bianco · h6 re del nero · d5 torre del nero | 7 |
| 6 | c7 pedone del bianco · b6 re del bianco · h6 re del nero · d5 torre del nero | c7 pedone del bianco · b6 re del bianco · h6 re del nero · d5 torre del nero | c7 pedone del bianco · b6 re del bianco · h6 re del nero · d5 torre del nero | c7 pedone del bianco · b6 re del bianco · h6 re del nero · d5 torre del nero | c7 pedone del bianco · b6 re del bianco · h6 re del nero · d5 torre del nero | c7 pedone del bianco · b6 re del bianco · h6 re del nero · d5 torre del nero | c7 pedone del bianco · b6 re del bianco · h6 re del nero · d5 torre del nero | c7 pedone del bianco · b6 re del bianco · h6 re del nero · d5 torre del nero | 6 |
| 5 | c7 pedone del bianco · b6 re del bianco · h6 re del nero · d5 torre del nero | c7 pedone del bianco · b6 re del bianco · h6 re del nero · d5 torre del nero | c7 pedone del bianco · b6 re del bianco · h6 re del nero · d5 torre del nero | c7 pedone del bianco · b6 re del bianco · h6 re del nero · d5 torre del nero | c7 pedone del bianco · b6 re del bianco · h6 re del nero · d5 torre del nero | c7 pedone del bianco · b6 re del bianco · h6 re del nero · d5 torre del nero | c7 pedone del bianco · b6 re del bianco · h6 re del nero · d5 torre del nero | c7 pedone del bianco · b6 re del bianco · h6 re del nero · d5 torre del nero | 5 |
| 4 | c7 pedone del bianco · b6 re del bianco · h6 re del nero · d5 torre del nero | c7 pedone del bianco · b6 re del bianco · h6 re del nero · d5 torre del nero | c7 pedone del bianco · b6 re del bianco · h6 re del nero · d5 torre del nero | c7 pedone del bianco · b6 re del bianco · h6 re del nero · d5 torre del nero | c7 pedone del bianco · b6 re del bianco · h6 re del nero · d5 torre del nero | c7 pedone del bianco · b6 re del bianco · h6 re del nero · d5 torre del nero | c7 pedone del bianco · b6 re del bianco · h6 re del nero · d5 torre del nero | c7 pedone del bianco · b6 re del bianco · h6 re del nero · d5 torre del nero | 4 |
| 3 | c7 pedone del bianco · b6 re del bianco · h6 re del nero · d5 torre del nero | c7 pedone del bianco · b6 re del bianco · h6 re del nero · d5 torre del nero | c7 pedone del bianco · b6 re del bianco · h6 re del nero · d5 torre del nero | c7 pedone del bianco · b6 re del bianco · h6 re del nero · d5 torre del nero | c7 pedone del bianco · b6 re del bianco · h6 re del nero · d5 torre del nero | c7 pedone del bianco · b6 re del bianco · h6 re del nero · d5 torre del nero | c7 pedone del bianco · b6 re del bianco · h6 re del nero · d5 torre del nero | c7 pedone del bianco · b6 re del bianco · h6 re del nero · d5 torre del nero | 3 |
| 2 | c7 pedone del bianco · b6 re del bianco · h6 re del nero · d5 torre del nero | c7 pedone del bianco · b6 re del bianco · h6 re del nero · d5 torre del nero | c7 pedone del bianco · b6 re del bianco · h6 re del nero · d5 torre del nero | c7 pedone del bianco · b6 re del bianco · h6 re del nero · d5 torre del nero | c7 pedone del bianco · b6 re del bianco · h6 re del nero · d5 torre del nero | c7 pedone del bianco · b6 re del bianco · h6 re del nero · d5 torre del nero | c7 pedone del bianco · b6 re del bianco · h6 re del nero · d5 torre del nero | c7 pedone del bianco · b6 re del bianco · h6 re del nero · d5 torre del nero | 2 |
| 1 | c7 pedone del bianco · b6 re del bianco · h6 re del nero · d5 torre del nero | c7 pedone del bianco · b6 re del bianco · h6 re del nero · d5 torre del nero | c7 pedone del bianco · b6 re del bianco · h6 re del nero · d5 torre del nero | c7 pedone del bianco · b6 re del bianco · h6 re del nero · d5 torre del nero | c7 pedone del bianco · b6 re del bianco · h6 re del nero · d5 torre del nero | c7 pedone del bianco · b6 re del bianco · h6 re del nero · d5 torre del nero | c7 pedone del bianco · b6 re del bianco · h6 re del nero · d5 torre del nero | c7 pedone del bianco · b6 re del bianco · h6 re del nero · d5 torre del nero | 1 |
|   | a                                                                            | b                                                                            | c                                                                            | d                                                                            | e                                                                            | f                                                                            | g                                                                            | h                                                                            |   |

Tuttavia, Barbier, andando a memoria, commise un errore, riportando in effetti una posizione che non si era mai presentata nella partita Fenton - Potter del 1875, cambiando la collocazione dei pezzi e spostando il pedone di una colonna verso l'est.

### La falsa soluzione del «Saavedra»
Durante la settimana intercorsa prima della pubblicazione del numero successivo del Citizen, Barbier ricevette molte lettere di lettori e segnalazioni da parte dei soci del club che gli indicavano l'errore. Così il 4 maggio, nel pubblicare la soluzione (che utilizzava proprio la tecnica dimostrata da Zukertort, Kling e Horwitz: 1...Td6+ 2. Rb5 Td5+ 3. Rb4 Td4+ 4. Rb3 Td3+ 5. Rc2), decise di presentare una sua rielaborazione della posizione, sostenendo che, spostando il re Nero da h6 in a1, la posizione si sarebbe trasformata in uno studio di patta.
La manovra, pubblicata da Barbier l'11 maggio 1895, è conosciuta come "la falsa soluzione del Saavedra":
1...Td6+ 2. Rb5 Td5+ 3. Rb4 Td4+ 4. Rb3 Td3+ 5. Rc2 Td4! 6. c8D Tc4+ 7. Dxc4 stallo.
Il pomeriggio di martedì 14 maggio, nei locali del Glasgow Chess Club, il reverendo Fernando Saavedra, che aveva scoperto la manovra vincente, la mostrò a Barbier, e quest'ultimo la segnalò sul numero del Weekly Citizen del 18 maggio, ripubblicando il diagramma già riportato il 4 maggio, stavolta con la didascalia: "Il Nero muove, il Bianco vince".
|   | a                                                                            | b                                                                            | c                                                                            | d                                                                            | e                                                                            | f                                                                            | g                                                                            | h                                                                            |   |
| 8 | c7 pedone del bianco · b6 re del bianco · d5 torre del nero · a1 re del nero | c7 pedone del bianco · b6 re del bianco · d5 torre del nero · a1 re del nero | c7 pedone del bianco · b6 re del bianco · d5 torre del nero · a1 re del nero | c7 pedone del bianco · b6 re del bianco · d5 torre del nero · a1 re del nero | c7 pedone del bianco · b6 re del bianco · d5 torre del nero · a1 re del nero | c7 pedone del bianco · b6 re del bianco · d5 torre del nero · a1 re del nero | c7 pedone del bianco · b6 re del bianco · d5 torre del nero · a1 re del nero | c7 pedone del bianco · b6 re del bianco · d5 torre del nero · a1 re del nero | 8 |
| 7 | c7 pedone del bianco · b6 re del bianco · d5 torre del nero · a1 re del nero | c7 pedone del bianco · b6 re del bianco · d5 torre del nero · a1 re del nero | c7 pedone del bianco · b6 re del bianco · d5 torre del nero · a1 re del nero | c7 pedone del bianco · b6 re del bianco · d5 torre del nero · a1 re del nero | c7 pedone del bianco · b6 re del bianco · d5 torre del nero · a1 re del nero | c7 pedone del bianco · b6 re del bianco · d5 torre del nero · a1 re del nero | c7 pedone del bianco · b6 re del bianco · d5 torre del nero · a1 re del nero | c7 pedone del bianco · b6 re del bianco · d5 torre del nero · a1 re del nero | 7 |
| 6 | c7 pedone del bianco · b6 re del bianco · d5 torre del nero · a1 re del nero | c7 pedone del bianco · b6 re del bianco · d5 torre del nero · a1 re del nero | c7 pedone del bianco · b6 re del bianco · d5 torre del nero · a1 re del nero | c7 pedone del bianco · b6 re del bianco · d5 torre del nero · a1 re del nero | c7 pedone del bianco · b6 re del bianco · d5 torre del nero · a1 re del nero | c7 pedone del bianco · b6 re del bianco · d5 torre del nero · a1 re del nero | c7 pedone del bianco · b6 re del bianco · d5 torre del nero · a1 re del nero | c7 pedone del bianco · b6 re del bianco · d5 torre del nero · a1 re del nero | 6 |
| 5 | c7 pedone del bianco · b6 re del bianco · d5 torre del nero · a1 re del nero | c7 pedone del bianco · b6 re del bianco · d5 torre del nero · a1 re del nero | c7 pedone del bianco · b6 re del bianco · d5 torre del nero · a1 re del nero | c7 pedone del bianco · b6 re del bianco · d5 torre del nero · a1 re del nero | c7 pedone del bianco · b6 re del bianco · d5 torre del nero · a1 re del nero | c7 pedone del bianco · b6 re del bianco · d5 torre del nero · a1 re del nero | c7 pedone del bianco · b6 re del bianco · d5 torre del nero · a1 re del nero | c7 pedone del bianco · b6 re del bianco · d5 torre del nero · a1 re del nero | 5 |
| 4 | c7 pedone del bianco · b6 re del bianco · d5 torre del nero · a1 re del nero | c7 pedone del bianco · b6 re del bianco · d5 torre del nero · a1 re del nero | c7 pedone del bianco · b6 re del bianco · d5 torre del nero · a1 re del nero | c7 pedone del bianco · b6 re del bianco · d5 torre del nero · a1 re del nero | c7 pedone del bianco · b6 re del bianco · d5 torre del nero · a1 re del nero | c7 pedone del bianco · b6 re del bianco · d5 torre del nero · a1 re del nero | c7 pedone del bianco · b6 re del bianco · d5 torre del nero · a1 re del nero | c7 pedone del bianco · b6 re del bianco · d5 torre del nero · a1 re del nero | 4 |
| 3 | c7 pedone del bianco · b6 re del bianco · d5 torre del nero · a1 re del nero | c7 pedone del bianco · b6 re del bianco · d5 torre del nero · a1 re del nero | c7 pedone del bianco · b6 re del bianco · d5 torre del nero · a1 re del nero | c7 pedone del bianco · b6 re del bianco · d5 torre del nero · a1 re del nero | c7 pedone del bianco · b6 re del bianco · d5 torre del nero · a1 re del nero | c7 pedone del bianco · b6 re del bianco · d5 torre del nero · a1 re del nero | c7 pedone del bianco · b6 re del bianco · d5 torre del nero · a1 re del nero | c7 pedone del bianco · b6 re del bianco · d5 torre del nero · a1 re del nero | 3 |
| 2 | c7 pedone del bianco · b6 re del bianco · d5 torre del nero · a1 re del nero | c7 pedone del bianco · b6 re del bianco · d5 torre del nero · a1 re del nero | c7 pedone del bianco · b6 re del bianco · d5 torre del nero · a1 re del nero | c7 pedone del bianco · b6 re del bianco · d5 torre del nero · a1 re del nero | c7 pedone del bianco · b6 re del bianco · d5 torre del nero · a1 re del nero | c7 pedone del bianco · b6 re del bianco · d5 torre del nero · a1 re del nero | c7 pedone del bianco · b6 re del bianco · d5 torre del nero · a1 re del nero | c7 pedone del bianco · b6 re del bianco · d5 torre del nero · a1 re del nero | 2 |
| 1 | c7 pedone del bianco · b6 re del bianco · d5 torre del nero · a1 re del nero | c7 pedone del bianco · b6 re del bianco · d5 torre del nero · a1 re del nero | c7 pedone del bianco · b6 re del bianco · d5 torre del nero · a1 re del nero | c7 pedone del bianco · b6 re del bianco · d5 torre del nero · a1 re del nero | c7 pedone del bianco · b6 re del bianco · d5 torre del nero · a1 re del nero | c7 pedone del bianco · b6 re del bianco · d5 torre del nero · a1 re del nero | c7 pedone del bianco · b6 re del bianco · d5 torre del nero · a1 re del nero | c7 pedone del bianco · b6 re del bianco · d5 torre del nero · a1 re del nero | 1 |
|   | a                                                                            | b                                                                            | c                                                                            | d                                                                            | e                                                                            | f                                                                            | g                                                                            | h                                                                            |   |

### Il ritocco di Lasker
Barbier morì pochi mesi dopo e lo studio rimase, per vari anni, noto solo in ambito locale, venendo più volte ripubblicato sul Farkirk Herald a cura di un giocatore di nome Neilson; finché questi lo mostrò, nel 1902, a Emanuel Lasker, in visita al Glasgow Chess Club nel contesto di una tournée in Gran Bretagna.
Il campione fu talmente colpito dallo studio, restando impressionato soprattutto dal valore didattico della manovra, che decise di ripubblicarlo sul Brooklyn Daily Eagle il 1º giugno 1902, e di utilizzarlo in una sua conferenza dal titolo "L'aggressività del re nel finale", da cui fu prodotto un estratto, pubblicato nel numero di ottobre 1902 del British Chess Magazine. Era nata la forma finale del «Saavedra», i cui ultimi ritocchi (pedone in c6, tratto al Bianco, tema «Il Bianco muove e vince», e paternità attribuita a Saavedra) sono stati apportati evidentemente proprio da Lasker.

## Linea alternativa
Moderne analisi sviluppate al computer confermano che il Nero può opporre una resistenza maggiore con 3...Rb2, dopo la quale il Bianco ha una sola replica vincente: 4. c8D, promuovendo a donna invece di effettuare la sottopromozione a torre. Dopodiché il Bianco può forzare lo scaccomatto in ventisei mosse. Tuttavia, a causa delle convenzioni antropocentriche seguite negli studi dei finali, mosse che esitano in posizioni conosciute dai maestri umani come teoricamente perdute sono considerate varianti.

## Eredità del «Saavedra»
|   | a | b | c | d | e | f | g | h |   |
| 8 | c6 pedone del bianco · b5 pedone del bianco · c5 torre del nero · a2 cavallo del bianco · a1 re del nero · d1 re del bianco | c6 pedone del bianco · b5 pedone del bianco · c5 torre del nero · a2 cavallo del bianco · a1 re del nero · d1 re del bianco | c6 pedone del bianco · b5 pedone del bianco · c5 torre del nero · a2 cavallo del bianco · a1 re del nero · d1 re del bianco | c6 pedone del bianco · b5 pedone del bianco · c5 torre del nero · a2 cavallo del bianco · a1 re del nero · d1 re del bianco | c6 pedone del bianco · b5 pedone del bianco · c5 torre del nero · a2 cavallo del bianco · a1 re del nero · d1 re del bianco | c6 pedone del bianco · b5 pedone del bianco · c5 torre del nero · a2 cavallo del bianco · a1 re del nero · d1 re del bianco | c6 pedone del bianco · b5 pedone del bianco · c5 torre del nero · a2 cavallo del bianco · a1 re del nero · d1 re del bianco | c6 pedone del bianco · b5 pedone del bianco · c5 torre del nero · a2 cavallo del bianco · a1 re del nero · d1 re del bianco | 8 |
| 7 | c6 pedone del bianco · b5 pedone del bianco · c5 torre del nero · a2 cavallo del bianco · a1 re del nero · d1 re del bianco | c6 pedone del bianco · b5 pedone del bianco · c5 torre del nero · a2 cavallo del bianco · a1 re del nero · d1 re del bianco | c6 pedone del bianco · b5 pedone del bianco · c5 torre del nero · a2 cavallo del bianco · a1 re del nero · d1 re del bianco | c6 pedone del bianco · b5 pedone del bianco · c5 torre del nero · a2 cavallo del bianco · a1 re del nero · d1 re del bianco | c6 pedone del bianco · b5 pedone del bianco · c5 torre del nero · a2 cavallo del bianco · a1 re del nero · d1 re del bianco | c6 pedone del bianco · b5 pedone del bianco · c5 torre del nero · a2 cavallo del bianco · a1 re del nero · d1 re del bianco | c6 pedone del bianco · b5 pedone del bianco · c5 torre del nero · a2 cavallo del bianco · a1 re del nero · d1 re del bianco | c6 pedone del bianco · b5 pedone del bianco · c5 torre del nero · a2 cavallo del bianco · a1 re del nero · d1 re del bianco | 7 |
| 6 | c6 pedone del bianco · b5 pedone del bianco · c5 torre del nero · a2 cavallo del bianco · a1 re del nero · d1 re del bianco | c6 pedone del bianco · b5 pedone del bianco · c5 torre del nero · a2 cavallo del bianco · a1 re del nero · d1 re del bianco | c6 pedone del bianco · b5 pedone del bianco · c5 torre del nero · a2 cavallo del bianco · a1 re del nero · d1 re del bianco | c6 pedone del bianco · b5 pedone del bianco · c5 torre del nero · a2 cavallo del bianco · a1 re del nero · d1 re del bianco | c6 pedone del bianco · b5 pedone del bianco · c5 torre del nero · a2 cavallo del bianco · a1 re del nero · d1 re del bianco | c6 pedone del bianco · b5 pedone del bianco · c5 torre del nero · a2 cavallo del bianco · a1 re del nero · d1 re del bianco | c6 pedone del bianco · b5 pedone del bianco · c5 torre del nero · a2 cavallo del bianco · a1 re del nero · d1 re del bianco | c6 pedone del bianco · b5 pedone del bianco · c5 torre del nero · a2 cavallo del bianco · a1 re del nero · d1 re del bianco | 6 |
| 5 | c6 pedone del bianco · b5 pedone del bianco · c5 torre del nero · a2 cavallo del bianco · a1 re del nero · d1 re del bianco | c6 pedone del bianco · b5 pedone del bianco · c5 torre del nero · a2 cavallo del bianco · a1 re del nero · d1 re del bianco | c6 pedone del bianco · b5 pedone del bianco · c5 torre del nero · a2 cavallo del bianco · a1 re del nero · d1 re del bianco | c6 pedone del bianco · b5 pedone del bianco · c5 torre del nero · a2 cavallo del bianco · a1 re del nero · d1 re del bianco | c6 pedone del bianco · b5 pedone del bianco · c5 torre del nero · a2 cavallo del bianco · a1 re del nero · d1 re del bianco | c6 pedone del bianco · b5 pedone del bianco · c5 torre del nero · a2 cavallo del bianco · a1 re del nero · d1 re del bianco | c6 pedone del bianco · b5 pedone del bianco · c5 torre del nero · a2 cavallo del bianco · a1 re del nero · d1 re del bianco | c6 pedone del bianco · b5 pedone del bianco · c5 torre del nero · a2 cavallo del bianco · a1 re del nero · d1 re del bianco | 5 |
| 4 | c6 pedone del bianco · b5 pedone del bianco · c5 torre del nero · a2 cavallo del bianco · a1 re del nero · d1 re del bianco | c6 pedone del bianco · b5 pedone del bianco · c5 torre del nero · a2 cavallo del bianco · a1 re del nero · d1 re del bianco | c6 pedone del bianco · b5 pedone del bianco · c5 torre del nero · a2 cavallo del bianco · a1 re del nero · d1 re del bianco | c6 pedone del bianco · b5 pedone del bianco · c5 torre del nero · a2 cavallo del bianco · a1 re del nero · d1 re del bianco | c6 pedone del bianco · b5 pedone del bianco · c5 torre del nero · a2 cavallo del bianco · a1 re del nero · d1 re del bianco | c6 pedone del bianco · b5 pedone del bianco · c5 torre del nero · a2 cavallo del bianco · a1 re del nero · d1 re del bianco | c6 pedone del bianco · b5 pedone del bianco · c5 torre del nero · a2 cavallo del bianco · a1 re del nero · d1 re del bianco | c6 pedone del bianco · b5 pedone del bianco · c5 torre del nero · a2 cavallo del bianco · a1 re del nero · d1 re del bianco | 4 |
| 3 | c6 pedone del bianco · b5 pedone del bianco · c5 torre del nero · a2 cavallo del bianco · a1 re del nero · d1 re del bianco | c6 pedone del bianco · b5 pedone del bianco · c5 torre del nero · a2 cavallo del bianco · a1 re del nero · d1 re del bianco | c6 pedone del bianco · b5 pedone del bianco · c5 torre del nero · a2 cavallo del bianco · a1 re del nero · d1 re del bianco | c6 pedone del bianco · b5 pedone del bianco · c5 torre del nero · a2 cavallo del bianco · a1 re del nero · d1 re del bianco | c6 pedone del bianco · b5 pedone del bianco · c5 torre del nero · a2 cavallo del bianco · a1 re del nero · d1 re del bianco | c6 pedone del bianco · b5 pedone del bianco · c5 torre del nero · a2 cavallo del bianco · a1 re del nero · d1 re del bianco | c6 pedone del bianco · b5 pedone del bianco · c5 torre del nero · a2 cavallo del bianco · a1 re del nero · d1 re del bianco | c6 pedone del bianco · b5 pedone del bianco · c5 torre del nero · a2 cavallo del bianco · a1 re del nero · d1 re del bianco | 3 |
| 2 | c6 pedone del bianco · b5 pedone del bianco · c5 torre del nero · a2 cavallo del bianco · a1 re del nero · d1 re del bianco | c6 pedone del bianco · b5 pedone del bianco · c5 torre del nero · a2 cavallo del bianco · a1 re del nero · d1 re del bianco | c6 pedone del bianco · b5 pedone del bianco · c5 torre del nero · a2 cavallo del bianco · a1 re del nero · d1 re del bianco | c6 pedone del bianco · b5 pedone del bianco · c5 torre del nero · a2 cavallo del bianco · a1 re del nero · d1 re del bianco | c6 pedone del bianco · b5 pedone del bianco · c5 torre del nero · a2 cavallo del bianco · a1 re del nero · d1 re del bianco | c6 pedone del bianco · b5 pedone del bianco · c5 torre del nero · a2 cavallo del bianco · a1 re del nero · d1 re del bianco | c6 pedone del bianco · b5 pedone del bianco · c5 torre del nero · a2 cavallo del bianco · a1 re del nero · d1 re del bianco | c6 pedone del bianco · b5 pedone del bianco · c5 torre del nero · a2 cavallo del bianco · a1 re del nero · d1 re del bianco | 2 |
| 1 | c6 pedone del bianco · b5 pedone del bianco · c5 torre del nero · a2 cavallo del bianco · a1 re del nero · d1 re del bianco | c6 pedone del bianco · b5 pedone del bianco · c5 torre del nero · a2 cavallo del bianco · a1 re del nero · d1 re del bianco | c6 pedone del bianco · b5 pedone del bianco · c5 torre del nero · a2 cavallo del bianco · a1 re del nero · d1 re del bianco | c6 pedone del bianco · b5 pedone del bianco · c5 torre del nero · a2 cavallo del bianco · a1 re del nero · d1 re del bianco | c6 pedone del bianco · b5 pedone del bianco · c5 torre del nero · a2 cavallo del bianco · a1 re del nero · d1 re del bianco | c6 pedone del bianco · b5 pedone del bianco · c5 torre del nero · a2 cavallo del bianco · a1 re del nero · d1 re del bianco | c6 pedone del bianco · b5 pedone del bianco · c5 torre del nero · a2 cavallo del bianco · a1 re del nero · d1 re del bianco | c6 pedone del bianco · b5 pedone del bianco · c5 torre del nero · a2 cavallo del bianco · a1 re del nero · d1 re del bianco | 1 |
|   | a | b | c | d | e | f | g | h |   |

Questo studio ha conosciuto una enorme diffusione nella cultura scacchistica mondiale, al punto che John Roycroft, nella sua opera Test Tube Chess, arriva a definirlo "indubitabilmente il più famoso fra tutti gli studi di finali". Esso ha ispirato molteplici compositori; ad esempio, molte promozioni e sottopromozioni di Harold Lommer sono state ispirate alla posizione di Saavedra.
Svariati compositori hanno prodotto studi che elaborano l'idea di base del Saavedra, o che presentano la posizione di Saavedra come uno dei passi intermedi della soluzione, come citazione conclusiva. Lo studio di Mark Liburkin del 1931 (secondo premio, Shakhmaty v SSSR, 1931), con il Bianco che muove e vince, è il più famoso di questi. Dopo la prima mossa: 1. Cc1 il Nero ha due principali linee di difesa; la prima di queste mostra il tema di Saavedra:
1. Cc1 Txb5 (1...Rb2 2.Cd3+ e vince) 2. c7 Td5+ 3. Cd3! Txd3+ 4. Rc2 Td4
e si ha una posizione già vista nel «Saavedra»; il Bianco vince con 5. c8T! Ta4 6. Rb3.
L'altra linea difensiva del Nero evidenzia due altre difese che conducono alla parità, e una seconda sottopromozione, questa volta ad alfiere; tutta questa messe di analisi si deve al fatto che questo studio è ben conosciuto, mentre altre elaborazioni sulla posizione di Saavedra sono passate nell'oblio:
1. Cc1 Td5+ 2. Rc2 (2. Cd3? Txd3+ 3. Rc2 Td5! 4. Rc3 Txb5 patta; 2. Re2? Txb5 3. c7 Te5+ patta) 2...Tc5+ 3. Rd3!
se 3. Rd2? Txb5 4.c7 (4. Cb3+ Txb3 5. c7 Tb2+!) Tb2+! 5. Rd1 Tc2! 6. Rxc2 stallo.
3...Txb5 (3...Txc1 4. Rd4, intendendo 5. Rd5 e 6. b6, e il Bianco vince) 4. c7 Tb8! e adesso sia 5. cxb8D sia 5. cxb8T causano stallo, 5.cxb8C fa entrare in un finale patto teoricamente e 5. Cb3+ Txb3+ 6. Rc2 Tb2+! 7. Rc1 (7. Rc3? Rb1) ottiene soltanto la patta dopo 7...Tb1+ o 7...Tb4 8.c8D (8. c8T Ta4 è ora salva) Tc4+.
Il Bianco può vincere solo con 5. cxb8A!